# Mayes County
Mayes County är ett administrativt område i delstaten Oklahoma, USA. År 2010 hade countyt 41 259 invånare. Den administrativa huvudorten (county seat) är Pryor Creek.

## Geografi
Enligt United States Census Bureau så har countyt en total area på 1 770 km². 1 699 km² av den arean är land och 71 km² är vatten.

### Angränsande countyn
- Craig County - nord
- Delaware County - öst
- Cherokee County - sydost
- Wagoner County - syd
- Rogers County - väst